# Ich (Sido)
Ich è il secondo album da solista del rapper tedesco Sido. In Germania ricevette il disco d'oro.

## Tracce
CD 1
1. Intro – 0:37
2. Goldjunge – 4:12
3. Strassenjunge (feat. Alpa Gun) – 3:54
4. Skit 1 – 0:42
5. Schlechtes Vorbild – 3:24
6. Ihr habt uns so gemacht (feat. Massiv) – 5:16
7. Mach keine Faxen (feat. Kitty Kat) – 4:07
8. Bergab – 4:44
9. Ein Teil von mir – 3:33
10. Nie wieder (feat. G-Hot) – 3:46
11. Skit 2 – 0:08
12. Ich kiff nicht mehr – 2:16
13. 1000 Fragen – 3:35
14. Ich hasse dich – 4:32
15. Skit 3 – 0:24
16. GZSZ (feat. Fler) – 3:41
17. Mein Testament – 4:19
18. Ficken (feat. Tony D & Kitty Kat) – 4:00
19. Rodeo (feat. Peter Fox) – 3:14
20. Sarah – 1:56
21. Skit 4 – 0:45
22. A.i.d.S. 2007 (feat. B-Tight) – 2:18

CD 2
1. Wir haben noch Zeit (feat. B-Tight – 4:58
2. Jeden Tag Wochenende (feat. Bass Sultan Hengzt) – 4:10
3. Hau ab! – 1:57
4. Ich bin ein Rapper (feat. Harrs & Alpa Gun) – 3:30
5. Get ya Paper (feat. Smif-N-Wessun & B-Tight) – 4:49
6. Bergab "Remix" (feat. B-Tight, Kitty Kat, Alpa Gun & G-Hot) – 5:11